# Kai Arzheimer
Kai Arzheimer (* 1969) ist ein deutscher Politikwissenschaftler und Universitätsprofessor an der Universität Mainz.

## Leben
Arzheimer studierte von 1990 bis 1995 Politikwissenschaft, Germanistik und Philosophie an der Johannes Gutenberg-Universität Mainz und schloss dieses Studium mit dem Staatsexamen ab. Danach arbeitete er als wissenschaftlicher Mitarbeiter am dortigen Institut für Politikwissenschaft. 2001/02 wurde er bei Jürgen W. Falter am Fachbereich 12 (Sozialwissenschaften) mit der politikwissenschaftlichen Dissertation Politikverdrossenheit. Bedeutung, Verwendung und empirische Relevanz eines politikwissenschaftlichen Begriffes zum Dr. phil. promoviert, wofür er einen Dissertationspreis erhielt.
Von 2002 bis 2006 habilitierte er sich mit der Arbeit Die Wähler der extremen Rechten 1980–2002; 2007 wurde ihm die venia legendi für Politikwissenschaft verliehen. Von 2006 bis 2009 war er Lecturer in German and West European Politics bzw. DAAD-Lektor am Department of Government der University of Essex. Seit 2009 ist er Universitätsprofessor für Politikwissenschaft an der Universität Mainz. Einen Ruf an die Philipps-Universität Marburg lehnte er ab. 2017–2018 war er Inhaber des Hannah Arendt Visiting Chair in German and European Studies an der School of Global Affairs and Public Policy der University of Toronto.
Arzheimer forscht vor allem auf dem Gebiet der Politischen Kultur, der deutschen Parteien, des Rechtsextremismus, des Wählerverhaltens in Europa und Deutschland sowie der Politikverdrossenheit.
Er ist Mitglied der American Political Science Association, der Deutschen Gesellschaft für Wahlforschung, der Deutschen Vereinigung für Politische Wissenschaft (von 2003 bis 2006 Mitgründer und Co-Sprecher der Ad-hoc-Gruppe „Politischer Extremismus“ und von 2005 bis 2011 Co-Sprecher des „Arbeitskreises Wahlen und politische Einstellungen“), der International Association for the Study of German Politics und der Political Studies Association sowie des ECPR Standing Group on Extremism & Democracy und von Extreme Right Electorates and Party Success.
Arzheimer, der zahlreiche Aufsätze in Fachzeitschriften, Sammelbänden und Handbüchern veröffentlichte, schrieb zum Wahljahr 2009 auch für den Blog der Wochenzeitung Die Zeit.

## Schriften (Auswahl)
- Arzheimer, Kai et al. „How Local Context Affects Populist Radical Right Support: A Cross-National Investigation Into Mediated and Moderated Relationships.“ British Journal of Political Science. Published online 2024:1-26. doi:10.1017/S0007123424000085
- Kai Arzheimer. “Identification with an Anti-System Party Undermines Diffuse Political Support: The Case of Alternative for Germany and Trust in the Federal Constitutional Court.” Party Politics (2024, online first). doi:10.1177/13540688241237493
- Kai Arzheimer. “To Russia with love? German populist actors’ positions vis-a-vis the Kremlin.” The Impacts of the Russian Invasion of Ukraine on Right-Wing Populism in Europe. Eds. Ivaldi, Gilles and Emilia Zankina. Brussels: European Center for Populism Studies (ECPS), 2023. 156-167 doi:10.55271/rp0020
- Kai Arzheimer. “The Links between Basic Human Values and Political Secularism. Evidence from Germany.” European Journal of Political Research (2023, online first) doi:10.1111/1475-6765.12585
- Kai Arzheimer and Theresa Bernemann. “‘Place’ Does Matter for Populist Radical Right Sentiment, but How? Evidence from Germany.” European Political Science Review (2023): 1-20. doi:10.1017/S1755773923000279
- Kai Arzheimer and Carl Berning. “How the Alternative for Germany (AfD) and Their Voters Veered to the Radical Right, 2013–2017.” Electoral Studies 60 (2019) doi:10.1016/j.electstud.2019.04.004
- Kai Arzheimer. “‘Don’t mention the war!’ How populist right-wing radicalism became (almost) normal in Germany.” Journal of Common Market Studies 57 (2019): 90-102. doi:10.1111/jcms.12920
- Kai Arzheimer. “Explaining Electoral Support for the Radical Right.” The Oxford Handbook of the Radical Right:. Ed. Rydgren, Jens. Oxford University Press, 2018. 143-165 doi:10.1093/oxfordhb/9780190274559.013.8
- Kai Arzheimer, Jocelyn Evans, and Michael Lewis-Beck (Hrsg.). The SAGE Handbook of Electoral Behaviour. Los Angeles: Sage, 2017
- Kai Arzheimer. “The AfD: Finally a Successful Right-Wing Populist Eurosceptic Party for Germany?.” West European Politics 38 (2015): 535–556. doi:10.1080/01402382.2015.1004230
- Strukturgleichungsmodelle. Eine anwendungsorientierte Einführung (= Methoden der Politikwissenschaft). Springer Fachmedien, Wiesbaden 2015, ISBN 978-3-658-09608-3
- mit Thorsten Faas, Sigrid Roßteutscher, Bernhard Weßels (Hrsg.): Koalitionen, Kandidaten, Kommunikation. Analysen zur Bundestagswahl 2009 (= Veröffentlichung des Arbeitskreises „Wahlen und Politische Einstellungen“ der Deutschen Vereinigung für Politische Wissenschaft (DVPW).) Springer VS, Wiesbaden 2013, ISBN 978-3-531-18047-2
- mit Thorsten Faas, Sigrid Roßteutscher: Information – Wahrnehmung – Emotion. Politische Psychologie in der Wahl- und Einstellungsforschung (= Schriftenreihe des Arbeitskreises „Wahlen und politische Einstellungen“ der Deutschen Vereinigung für Politische Wissenschaften (DVPW)). VS Verlag für Sozialwissenschaften, Wiesbaden 2010, ISBN 978-3-531-17384-9
- Kai Arzheimer. “Working Class Parties 2.0? Competition between Centre Left and Extreme Right Parties.” Class Politics and the Radical Right. Ed. Rydren, Jens. London, New York: Routledge, 2012, S. 75–90
- Kai Arzheimer. “Contextual Factors and the Extreme Right Vote in Western Europe, 1980–2002.” American Journal of Political Science 53.2 (2009): 259-275. doi:10.1111/j.1540-5907.2009.00369.x
- mit Jocelyn Evans (Hrsg.): Electoral Behaviour (= SAGE Library of Political Science). 4 Bände, SAGE Publications, London u. a. 2008, ISBN 978-1-4129-4752-7

- Band 1: Socio-Political Models
- Band 2: Cognition and Voter Calculus
- Band 3: Forecasting and Electoral Context
- Band 4: Debates and Methodology

- Die Wähler der extremen Rechten 1980–2002. Verlag für Sozialwissenschaften, Wiesbaden 2008, ISBN 978-3-531-16065-8
- Kai Arzheimer und Elisabeth Carter. “Political Opportunity Structures and Right-Wing Extremist Party Success.” European Journal of Political Research 45 (2006): 419–443. doi:10.1111/j.1475-6765.2006.00304.x
- Politikverdrossenheit: Bedeutung, Verwendung und empirische Relevanz eines politikwissenschaftlichen Begriffs. Westdeutscher Verlag, Wiesbaden 2002. ISBN 3-531-13797-2